# Italiaans landschap met tekenaar en Italiaans landschap met overzetveer
Italiaans landschap met tekenaar en Italiaans landschap met overzetveer zijn twee pendant-schilderijen door de Noord-Nederlandse schilder Jan Both in het Cincinnati Art Museum en het Rijksmuseum Amsterdam.

## Voorstelling
Het linkerschilderij stelt een Italiaans aandoend landschap voor het rechts een grote rotsformatie waarover een waterval naar beneden klettert. Naast een hoge boom tegenover de waterval bevinden zich drie mannen. Eén daarvan kijkt aandachtig naar de waterval terwijl hij in zijn handen een vel papier en een potlood vasthoudt. De voorstelling zou geïnspireerd zijn op de watervallen in de omgeving van Tivoli.
Het rechterschilderij stelt een eveneens Italiaans aandoend rivierlandschap voor met links de rivier en rechts een landweg. Op de voorgrond ligt een veerpont afgemeerd. Twee koeien en enkele reizigers worden ontscheept terwijl de stuurman de pont op zijn plek probeert te houden. Aan wal staan enkele reizigers te wachten. Onder hen een vrouw op een schimmel die aanwijzingen geeft aan een man in een rode jas. Rechtsachter komt een man met een muilezel aanlopen.

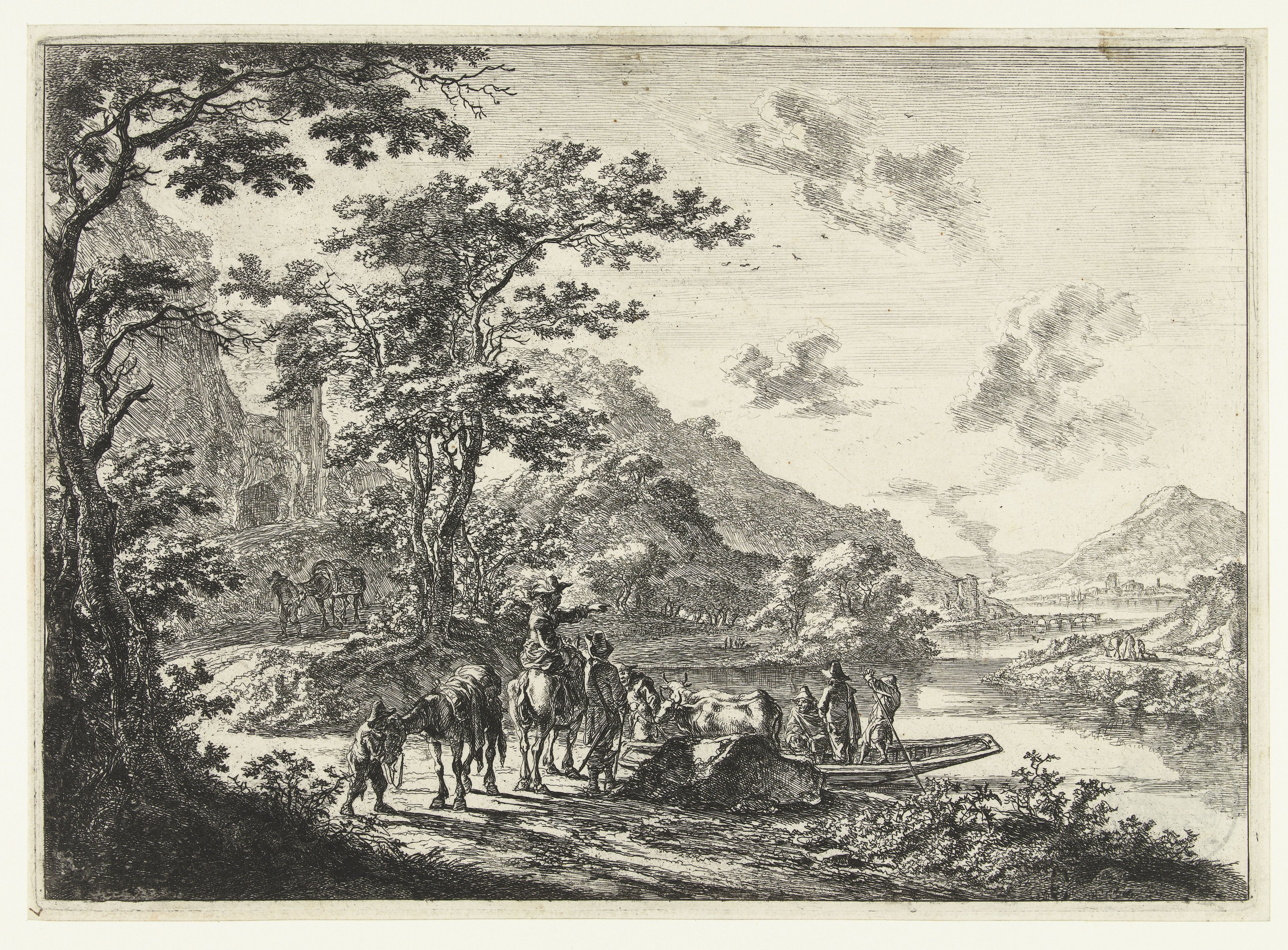
Jan Both. Landschap met veerpont en wachtende reizigers aan oever van de Tiber. 1644-1652. Ets. Amsterdam, Rijksmuseum Amsterdam.

De schilderijen zijn bedoeld als elkaars tegenhanger. Tot 1801 waren ze ook daadwerkelijk samen. Volgens een veilingcatalogus uit 1771 stelt het eerste schilderij een zonsopkomst voor en het tweede schilderij een zonsondergang. Het schilderij Italiaans landschap met overzetveer werd door de schilder zelf in prent gebracht.

## Toeschrijving en datering
Beide schilderijen zijn gesigneerd. Het eerste ‘JBoth fc.’ linksonder op een rotsblok en het tweede ‘JBoth’ rechtsonder op een boomstam. De schilder Both verbleef van 1638 tot 1641 in Rome. De schilderijen dateren vermoedelijk van na die tijd.

## Herkomst
De werken worden voor het eerst gesignaleerd op de boedelveiling van Floris Drabbe op 1 april 1743 in Leiden. De koper Hoet kocht de werken samen voor 200 gulden voor de Amsterdamse ondernemer en kunstverzamelaar Gerrit Braamcamp. Tijdens zijn boedelveiling op 31 juli 1771 en volgende dagen werden ze gekocht door Pieter Locquet eveneens uit Amsterdam. Op zijn boedelveiling op 22 september 1783 werden ze samen voor 2400 gulden gekocht door een zekere Van der Hoop. Vervolgens worden ze gesignaleerd op de boedelveiling van de Lyonese verzamelaar Claude Tolozan (1728-1798), die op 23 februari 1801 en volgende dagen plaatsvond in Parijs. Hoewel de werken in de catalogus als pendanten worden beschreven werden ze afzonderlijk verkocht. Het eerste werd voor 2000 frank opgehouden en het tweede werd voor 3800 frank gekocht door P.J. Thijs voor de Rotterdamse verzamelaar Gerrit van der Pot.
Het eerste schilderij kwam uiteindelijk terecht in de verzameling van Corneille-Louis Reynders (1755-1821) in Brussel. Op zijn boedelveiling op 6 augustus 1821 en volgende dagen in Brussel werd het voor 3500 frank verkocht aan een onbekend persoon. Omstreeks 1835 was het in het bezit van William Beckford in Fonthill Abbey in het Engelse graafschap Wiltshire. In 1854 dan wel 1856 wordt het gesignaleerd in Basildon Park in het graafschap Berkshire, destijds eigendom van James Morrison. Deze liet het na aan zijn zoon, Charles Morrison, die het op zijn beurt naliet aan zijn broer, Walter Morrison. Op 27 maart 1974 werd de verzameling van deze Walter Morrison geveild door veilinghuis Sotheby's in Londen. Tegen het jaar 1977 was het werk in het bezit van Amerikaanse kunsthandel Richard L. Feigen & Co. In 1981 werd het aangekocht door het Cincinnati Art Museum.
Het tweede schilderij werd tijdens de boedelveiling van Gerrit van der Pot op 6 juni 1808 en volgende dagen bij veilinghuis Gebroeders van Rijp in Rotterdam voor 3690 gulden gekocht door het Koninklijk Museum, de voorloper van het Rijksmuseum Amsterdam.